# أليكس ويسبي
أليكس ويسبي (بالإنجليزية: Alex Wesby)‏ مواليد 5 يوليو 1980 في فيلادلفيا، هو لاعب كرة سلة أمريكي. بدأ مسيرته الاحترافية في سنة 2003. يلعب مع سوانز غموندن. يحمل الرقم 9. يبلغ طوله 6 قدم 6 بوصة (2.0 م).

## المسيرة الاحترافية
لعب مع سوانز غموندن في موسم 2003–2004، ثم لعب مع سندسفال دراغونز في موسم 2004–2005، ثم لعب مع توربان بويات في موسم 2006–2007، ثم لعب مع سندسفال دراغونز من سنة 2007 إلى 2013.

## الإنجازات
- الدوري الفنلندي لكرة السلة - النهائي (2): 2005–06، 2013–14
- كأس النمسا لكرة السلة (1): 2003–04
- الدوري السويدي لكرة السلة (2): 2008–09، 2010–11

## روابط خارجية
- أليكس ويسبي على موقع الدوري الأوروبي لكرة السلة (الإنجليزية)
- أليكس ويسبي على موقع كرة السلة الأوروبية.كوم (الإنجليزية)
- أليكس ويسبي على موقع DraftExpress.com (الإنجليزية)
- أليكس ويسبي على موقع كلية كرة السلة في سبورتس رفرنس.كوم (الإنجليزية)
- أليكس ويسبي على موقع ريلجم (الإنجليزية)
- أليكس ويسبي على موقع بروبوليرز (الإنجليزية)
- أليكس ويسبي على موقع سبورتس رفرنس (الإنجليزية)